# Гаврское княжество
Сеньория, затем графство и княжество Гаврское (фр. principauté de Gavre; нидерл. vorstendom van Gavere) — феодальное владение в Восточной Фландрии между Гентом и Ауденарде.

## История титула
Название происходит от бурга Гавере, расположенного на берегу Шельды в графстве Алост, и давшего имя старинному и блестящему дому нидерландских сеньоров. Старшая линия рода владетелей Гаврских в лице Рааса IX (ум. 1326) утратила право наследования в 1300 году, и сеньория перешла к Ги IX де Монморанси, сеньору де Лавалю (ум. 1333) по браку с Беатрисой Гаврской (ум. 1315/1316), дочерью Рааса VIII ван Гавере.
23 мая 1517 Жан де Лаваль-Шатобриан продал Гаврскую сеньорию за 34 тыс. экю Жаку II де Люксембургу, сеньору де Фиенну, и в 1519 году на капитуле ордена Золотого руна в Барселоне Карл V возвел её в ранг графства.
Сестра бездетного графа Жака III де Люксембурга Франсуаза де Фиенн принесла графство во владение дому Эгмонтов. 12 октября 1540 она добилась возведения графства Гаврского в ранг княжества для её сына Ламораля д'Эгмонта.
После пресечения в 1707 году рода Эгмонтов, его владения через сестру последнего графа Прокопа-Франсуа Мари-Клер-Анжелику д'Эгмонт перешли в дом Пиньятелли, к её сыну Прокопу-Шарлю-Никола-Огюстену, герцогу ди Бизачча, основавшему линию Пиньятелли-Эгмонт.
Этот род в мужской линии пресекся в 1801 году со смертью Казимира де Пиньятелли-Эгмонта, после чего все титулы дома Эгмонт были упразднены.
Император Карл VI дипломом от 13 июля 1736 учредил еще один титул принца Гаврского в пользу представителя младшей линии дома де Гавр Шарля-Эммануэля-Жозефа де Гавра, маркиза д'Эзо (ок. 1695—1773) и его потомков по мужской и женской линии, с возможностью распространить этот титул на земли, которые он имеет или будет иметь в Нидерландах, и в особенности в Брабантском герцогстве. 30 сентября 1737 это постановление было зарегистрировано счетной палатой.
Линия Гавр-Эзо пресеклась в 1832 со смертью его внука принца Шарля-Франсуа-Александра де Гавра (1759—1832).

## Сеньоры де Гавр
- Раас I (середина X века)
- Раас II (ум. 1036)
- Ян (ум. 1070)
- Раас III
- Раас IV Славный рыцарь (ум. 1150)
- 1150 — ок. 1206 — Раас V (ум. ок. 1206)
- ок. 1206—1244 — Раас VI (ум. 1244)
- 1244—1253 — Раас VII (ум. 1253)
- 1253—1300 — Раас VIII (ум. 1300)
- 1300—1315/1316 — Беатриса Гаврская (ум. 1315/1316)

### Дом де Монморанси-Лаваль

Герб Монморанси-Лавалей и Монфор-Лавалей. В центральном щитке герб сеньоров ван Гавере

- 1300—1333 — Ги IX де Лаваль (ок. 1270—1333)
- 1333—1347 — Ги X де Лаваль (ок. 1300—1347)
- 1347—1348 — Ги XI де Лаваль (ок. 1316—1348)
- 1348—1412 — Ги XII де Лаваль (после 1327—1412)
- 1412—1466 — Анна де Лаваль (1385—1466)

### Дом де Монфор-Лаваль
- 1412—1414 — Ги XIII де Лаваль (1385—1414)
- 1414—1486 — Ги XIV де Лаваль (1406—1486)
- 1486—1501 — Ги XV де Лаваль (1435—1501)
- 1501—1503 — Франсуа де Лаваль-Шатобриан (1462—1503)
- 1503—1517 — Жан де Лаваль-Шатобриан (1486—1543)

### Дом де Люксембург-Фиенн
- 1517—1519 — Жак II де Люксембург-Фиенн (ум. 1519)

## Графы де Гавр
- 1519 — Жак II де Люксембург-Фиенн (ум. 1519)
- 1519—1530 — Жак III де Люксембург-Фиенн (ум. 1530)
- 1530—1540 — Франсуаза де Люксембург-Фиенн (ум. 1557)

## Принцы Гаврские

### Дом Эгмонт

Герб Ламораля I д'Эгмонта. В центральном щитке герб потомков Пьера I де Люксембург-Сен-Поля и Маргариты де Бо — знаки домов Люксембург и де Бо

- 1540—1568 — Ламораль I (1522—1568)
- 1568—1590 — Филипп (ок. 1558—1590)
- 1590—1617 — Ламораль II (?—1617)
- 1617—1620 — Шарль II (1567—1620)
- 1620—1654 — Луи (1600—1654)
- 1654—1682 — Филипп-Луи (1630—1682)
- 1682—1693 — Луи-Эрнест (1665—1693)
- 1693—1707 — Прокоп-Франсуа (1669—1707)

### Дом Пиньятелли-Эгмонт
- 1707—1743 — Прокоп-Шарль-Никола-Огюстен Пиньятелли-Эгмонт (1703—1743)
- 1743—1753 — Ги-Феликс Пиньятелли-Эгмонт (1720—1753)
- 1753—1801 — Казимир Пиньятелли-Эгмонт (1727—1801)

## Принцы Гаврские (новая креация)
- 1736—1773 — Шарль-Эммануэль-Жозеф де Гавр (ок. 1695—1773)
- 1753/1773—1797 — Франсуа-Жозеф-Раас де Гавр (1737—1797)
- 1797—1832 — Шарль-Франсуа-Александр де Гавр (1759—1832)